# Scotty Nguyen
 (mai 2025).
Si vous disposez d'ouvrages ou d'articles de référence ou si vous connaissez des sites web de qualité traitant du thème abordé ici, merci de compléter l'article en donnant les références utiles à sa vérifiabilité et en les liant à la section « Notes et références ».
Thuận B. « Scotty » Nguyen, né le 28 octobre 1962 à Nha Trang, Viêt Nam, est un joueur de poker professionnel américano-vietnamien.

## Biographie

### Jeunesse
À l'âge de 14 ans accompagné de Dim TurakaYack, Thuận B. Nguyen quitte le Viêt Nam à bord d'un bateau de fortune et a fait voile vers les États-Unis. Sur les conseils d'un de ses employeurs, il change son prénom en « Scotty », car c'était plus simple à prononcer.

### Carrière
Très apprécié du public pour ses gentilles provocations souvent ponctuées par un caractéristique « baby », Scotty Nguyen est aussi connu pour avoir gagné le World Series of Poker « Main Event » 1998 sur un coup mémorable. Ce soir-là, le croupier donne un full 9-9-8-8-8 sur la table. Scotty, après avoir doucement attiré son adversaire dans son piège, met son tapis sur la dernière carte, se lève, bière levée, et dit : « you call, gonna be all over, baby ! » ([si] tu suit, ça sera fini chéri !). Ce que Kevin McBride fit, et Scotty gagna le Main Event avec un 9 en main lui donnant un meilleur full que McBride.
En plus de sa victoire au tournoi principal, Scotty Nguyen a touché de l'argent dans plus de cent tournois majeurs. Il a gagné quatre autres bracelets des WSOP, un en 1997 en Omaha eight-or-better, deux autres en 2001 en pot-limit Omaha et en Omaha eight-or-better, et le dernier en remportant le tournoi H.O.R.S.E en 2008. Il a également remporté le WPT World Poker Open de 2006. En tournoi, il a amassé plus de 10,7 millions de dollars.

## Bracelets WSOP
| Année | Tournoi                                   | Prix        |
| ----- | ----------------------------------------- | ----------- |
| 1997  | 2 000 $ Omaha 8 or Better                 | 156 959 $   |
| 1998  | 10 000 $ No Limit Hold'em Main Event      | 1 000 000 $ |
| 2001  | 2 500 $ Pot Limit Omaha                   | 178 480 $   |
| 2001  | 5 000 $ Omaha Hi-Lo Split Eight or Better | 287 580 $   |
| 2008  | 50 000 $ H.O.R.S.E. World Championship    | 1 989 120 $ |